# 大雪山国立公園
大雪山国立公園（だいせつざんこくりつこうえん）は、北海道にある国立公園。

## 概要
北海道で最も歴史ある国立公園の一つであり、阿寒国立公園、日光国立公園、中部山岳国立公園、阿蘇国立公園（現在の阿蘇くじゅう国立公園）とともに指定された。大雪火山群、十勝岳連峰、石狩岳連峰を有する山岳公園であり、山頂部の標高は2,000メートルほどながら高緯度に位置していることから本州の3,000メートル級の山岳に匹敵する自然環境があり、雪渓や永久凍土の層が存在している。大雪山は1971年（昭和46年）に国の天然記念物に指定され、1977年（昭和52年）に特別天然記念物に指定変更されている。ウスバキチョウやダイセツタカネヒカゲなどの高山蝶やクマゲラ、イヌワシ、シマフクロウなどの鳥類が種として天然記念物に指定されているほか、1951年（昭和26年）に羽衣の滝が北海道の名勝に指定され、然別湖の「ミヤベイワナ」（オショロコマの亜種）が1968年（昭和43年）に北海道の天然記念物に指定されている。

## 歴史
- 1934年（昭和09年）：国立公園指定。
- 1977年（昭和52年）：十勝川源流部の区域解除（原生自然環境保全地域へ変更）。
- 1995年（平成07年）：再検討。
- 2000年（平成12年）：層雲峡ビジターセンターがオープン[10]。
- 2013年（平成25年）：ひがし大雪自然館がオープン[11]。

- 2円切手
- 10円切手
- 20円切手

## 自然
大雪山国立公園では高山植物が見られ、250種類以上が記録されている。また、290種以上の植物と60種以上のRDB種（高等植物のみ）が指定されている。鳥類は140種類以上が記録されており、その中には日本国内で初めて繁殖が確認されたギンザンマシコや希少種のミユビゲラ、クマゲラ、シマフクロウ、キンメフクロウ、個体数の減少が危惧されているエゾライチョウも含まれている。冬鳥として、アオシギ、キレンジャク、ツグミ、ワタリガラスなども見られる。高山蝶は北海道で5種（ウスバキチョウ、カラフトルリシジミ、アサヒヒョウモン、ダイセツタカネヒカゲ、クモマベニヒカゲ）が分布しているが大雪山にはそのすべてが生息しており、3,000種を越える昆虫が記録されている。動物ではヒグマ、キタキツネ、タヌキ、エゾイタチ、エゾクロテン、エゾオコジョ、エゾユキウサギ、エゾナキウサギ、エゾシマリス、エゾモモンガ、エゾリス、エゾシカ、ネズミ類、トガリネズミ類などが生息している。
- 大雪山のエゾリュウキンカ
- 大雪山のエゾノツガザクラ
- 大雪山のイワウメ
- 緑岳のエゾコザクラ

### 大雪山国立公園を構成する山岳一覧
大雪山国立公園は北大雪、表大雪、東大雪、十勝連峰の4つの山域に分けられて2,000メートル級の山々が連なっている。北海道内で最高峰となる旭岳（2,291メートル）があり全体的になだらかな山並みが続いているが、気象条件や緯度によって森林限界が1,500メートルと低く、高山帯が広く展開しているのが特徴になっている。登山シーズンは6月下旬から10月初旬までの短い期間であり、7月上旬でも残雪多く、9月中旬頃に初冠雪を迎える。
大雪山（イワウメなど）、沼の平（サンカヨウなど）、十勝岳（イワブクロなど）、富良野岳（ハクサンイチゲなど）が花の百名山に選定され、黒岳（チョウノスケソウなど）、小泉岳（ジンヨウキスミレなど）、白雲山（ナガバキタアザミなど）が新・花の百名山に選定されている。
| 山容 | 名称                 | 読み                   | 標高      | 山系       | 備考                     |
| ---- | -------------------- | ---------------------- | --------- | ---------- | ------------------------ |
|      | ニセイカウシュッペ山 | ニセイカウシュッペやま | 1,883 m   | 北大雪     | 日本三百名山             |
|      | 平山                 | ひらやま               | 1,771 m   | 北大雪     |                          |
|      | 屏風岳               | びょうぶだけ           | 1,793 m   | 北大雪     |                          |
|      | ニセイチャロマップ岳 | ニセイチャロマップだけ | 1,760 m   | 北大雪     |                          |
|      | 支湧別岳             | しゆうべつだけ         | 1,688 m   | 北大雪     |                          |
|      | 武利岳               | むりだけ               | 1,879 m   | 北大雪     |                          |
|      | 武華山               | むかやま               | 1,759 m   | 北大雪     |                          |
|      | 北見富士             | きたみふじ             | 1,291 m   | 北大雪     |                          |
|      | ピウケナイ山         | ピウケナイやま         | 1,248 m   | 表大雪     |                          |
|      | 愛別岳               | あいべつだけ           | 2,112 m   | 表大雪     |                          |
|      | 北鎮岳               | ほくちんだけ           | 2,244 m   | 表大雪     |                          |
|      | 旭岳                 | あさひだけ             | 2,291 m   | 表大雪     | 日本百名山               |
|      | 黒岳                 | くろだけ               | 1,984 m   | 表大雪     | 新・花の百名山           |
|      | 赤岳                 | あかだけ               | 2,078 m   | 表大雪     |                          |
|      | 白雲岳               | はくうんだけ           | 2,230 m   | 表大雪     |                          |
|      | 小泉岳               | こいずみだけ           | 2,158 m   | 表大雪     |                          |
|      | 忠別岳               | ちゅうべつだけ         | 1,963 m   | 表大雪     |                          |
|      | 五色岳               | ごしきだけ             | 1,876 m   | 表大雪     |                          |
|      | 化雲岳               | かうんだけ             | 1,954 m   | 表大雪     |                          |
|      | トムラウシ山         | トムラウシやま         | 2,141 m   | 表大雪     | 日本百名山               |
|      | 沼ノ原山             | ぬまのはらやま         | 1,506 m   | 表大雪     |                          |
|      | オプタテシケ山       | オプタテシケやま       | 2,013 m   | 十勝連峰   | 日本三百名山             |
|      | ベベツ岳             | ベベツだけ             | 1,860 m   | 十勝連峰   |                          |
|      | 美瑛富士             | びえいふじ             | 1,888 m   | 十勝連峰   |                          |
|      | 美瑛岳               | びえいだけ             | 2,052 m   | 十勝連峰   |                          |
|      | 十勝岳               | とかちだけ             | 2,077 m   | 十勝連峰   | 日本百名山、花の百名山   |
|      | 上ホロカメットク山   | かみホロカメットクやま | 1,920 m   | 十勝連峰   |                          |
|      | 下ホロカメットク山   | しもホロカメットクやま | 1,668 m   | 十勝連峰   |                          |
|      | 富良野岳             | ふらのだけ             | 1,912 m   | 十勝連峰   | 日本三百名山、花の百名山 |
|      | 音更山               | おとふけやま           | 1,932 m   | 東大雪     |                          |
|      | 石狩岳               | いしかりだけ           | 1,966 m   | 東大雪     | 日本二百名山             |
|      | ユニ石狩岳           | ユニいしかりだけ       | 1,756 m   | 東大雪     |                          |
|      | 三国山               | みくにやま             | 1,541 m   | 東大雪     |                          |
|      | ピリベツ岳           | ピリベツだけ           | 1,602 m   | 東大雪     |                          |
|      | 西クマネシリ岳       | にしクマネシリだけ     | 1,635 m   | 東大雪     |                          |
|      | クマネシリ岳         | クマネシリだけ         | 1,586 m   | 東大雪     |                          |
|      | 南クマネシリ岳       | みなみクマネシリだけ   | 1,560 m   | 東大雪     |                          |
|      | タウシュベツ山       | タウシュベツやま       | 1,185 m   | 東大雪     |                          |
|      | ニペソツ山           | ニペソツやま           | 2,013m    | 東大雪     | 日本二百名山             |
|      | 丸山                 | まるやま               | 1,692 m   | 東大雪     |                          |
|      | 東丸山               | ひがしまるやま         | 1,666 m   | 東大雪     |                          |
|      | ウペペサンケ山       | ウペペサンケやま       | 1,848m    | 東大雪     |                          |
|      | 勢多山               | せたやま               | 997 m     | 東大雪     |                          |
|      | ピシカチナイ山       | ピシカチナイやま       | 約1,310 m | 東大雪     |                          |
|      | 東三国山             | ひがしみくにやま       | 1,230 m   | 東大雪     |                          |
|      | 北稜岳               | ほくりょうだけ         | 1,256 m   | 東大雪     |                          |
|      | 喜登牛山             | きとうしやま           | 1,312 m   | 東大雪     |                          |
|      | ナイタイ山           | ナイタイやま           | 1,332 m   | 然別火山群 |                          |
|      | 北ペトウトル山       | きたペトウトルやま     | 1,401 m   | 然別火山群 |                          |
|      | 南ペトウトル山       | みなみペトウトルやま   | 1,345 m   | 然別火山群 |                          |
|      | 白雲山               | はくうんざん           | 1,187m    | 然別火山群 |                          |
|      | 天望山               | てんぼうさん           | 1,174 m   | 然別火山群 | 別名：「くちびる山」     |
|      | 岩石山               | がんせきやま           | 1,088 m   | 然別火山群 |                          |
|      | 西ヌプカウシヌプリ   | にしヌプカウシヌプリ   | 1,254 m   | 然別火山群 |                          |
|      | 東ヌプカウシヌプリ   | ひがしヌプカウシヌプリ | 1,252 m   | 然別火山群 |                          |

## 観光地・景勝地
- 旭岳温泉
- お鉢平
- 旭岳スキーコース
- 層雲峡温泉
- 大雪山層雲峡・黒岳ロープウェイ
- 大雪山黒岳スキー場
- 大雪高原温泉・高原沼
- 天人峡温泉
- 沼ノ原
- 十勝岳望岳台
- 十勝岳温泉
- ぬかびら源泉郷
- タウシュベツ川橋梁・糠平湖
- 然別湖

- お鉢平（2006年7月）
- 層雲峡温泉（2011年7月）
- 大雪高原温泉（2006年9月）
- 十勝岳望岳台（2008年10月）
- ぬかびら源泉郷（2010年7月）
- タウシュベツ川橋梁（2015年4月）
- 糠平湖（2008年5月）
- 然別湖（2011年6月）

## 集団施設地区・ビジターセンター
| 地区名   | 面積     | 所在地               | 利用者数（人） |
| -------- | -------- | -------------------- | -------------- |
| 層雲峡   | 59.9 ha  | 北海道上川郡上川町   | 1,859,000      |
| 勇駒別   | 94.6 ha  | 北海道上川郡東川町   | 266,000        |
| 十勝三股 | 262.8 ha | 北海道河東郡上士幌町 | 60,000         |
| 糠平     | 31.5 ha  | 北海道河東郡上士幌町 | 875,000        |

| センター名             | 設置者 | 所在地                                   | 利用者数（人） |
| ---------------------- | ------ | ---------------------------------------- | -------------- |
| 層雲峡ビジターセンター | 環境省 | 北海道上川郡上川町層雲峡                 | 38,794         |
| ヒグマ情報センター     | 環境省 | 北海道上川郡上川町層雲峡                 | 6,052          |
| ひがし大雪自然館       | 環境省 | 北海道河東郡上士幌町字ぬかびら源泉郷48-2 | 63,779         |
| 旭岳ビジターセンター   | 北海道 | 北海道上川郡東川町旭岳温泉               | 6,641          |

## 参考資料
- “大雪山国立公園管理計画書” (PDF).  北海道地方環境事務所 (2007年). 2016年8月19日閲覧。